# ميخائيل سيمبسون (ملحن)
ميخائيل سيمبسون (بالإنجليزية: Michael Simpson)‏ هو ملحن ومنتج أسطوانات أمريكي، ولد في 1950.

## وصلات خارجية
- الموقع الرسمي
- ميخائيل سيمبسون على موقع IMDb (الإنجليزية)
- ميخائيل سيمبسون على موقع IMDb (الإنجليزية)
- ميخائيل سيمبسون على موقع ميوزك برينز (الإنجليزية)
- ميخائيل سيمبسون على موقع ميوزك برينز (الإنجليزية)
- ميخائيل سيمبسون على موقع أول ميوزيك (الإنجليزية)
- ميخائيل سيمبسون على موقع ديسكوغز (الإنجليزية)
- ميخائيل سيمبسون على موقع ديسكوغز (الإنجليزية)
- ميخائيل سيمبسون على موقع قاعدة بيانات الفيلم (الإنجليزية)